# Wular Lake
Wular Lake är en indisk insjö. Den är belägen i Kashmirdalen, i distriktet Bandipore i unionsterritoriet Jammu och Kashmir, som den största sjön i unionsterritoriet. Wular Lake är en av Indiens största sötvattensjöar (enligt vissa beräkningar den allra största), med en variabel yta som omväxlande anges som 189, 30–260, 130 och 24 kvadratkilometer. Sjön är cirka 16 km lång och 10 km bred.

## Hydrografi och biologi
Den mottar vatten från fem olika vattendrag – Bohnar, Madamati och Erin Nadi från norr, samt Ningal från söder. Från söder kommer även Jhelum (här benämnd Vetasta), som även dränerar sjön.
Sjön är en viktig utjämnande faktor för vattentillförseln i Kashmirdalen, med omfattande våtmarker och ett fiske som motsvarar 60 procent av hela dalens fångade fisk. Över 8000 fiskare är verksamma på och runt sjön. Wular Lake är samtidigt rastplats för ett stort antal flyttfåglar som passerar förbi sjön vår och höst.

## Historia
Enligt undersökningar var den ursprungliga ytan på sjön har cirka 218 kvadratkilometer, inklusive 58 km² av angränsande våtmarker. 1900-talet innebar stora förändringar för sjön, vars sjöyta minskade från knappt 158 km² 1911 till knappt 87 km² år 2007.
Wular Lake mottar årligen flera hundra ton med slam från sina tillflöden. Detta, tillsammans med den allt större mänskliga påverkan på sjön, innebär stora påfrestningar för dess djur- och naturliv. Sjön påverkas av gödning från allt mer omfattande odlingar och mängden tamdjur i området. Staden Sopur är belägen vid den sydvästra sjöstranden, och på en ö i den nordöstliga delen av sjön finns ruiner efter byggnader från 1400-talet.
Sjöns ytan minskade främst på grund av att delar av sjökanterna togs i anspråk som jordbruksmark och för odling av vide. Odlingarna av vide skedde på 1970-talet, som del av en statlig odlingskampanj, men genom deras negativa påverkan på sjön har de nu börjat plockas bort.
1986 klassades Wular Lake av Indiens regering som en våtmark av nationell vikt. Fyra år senare klassades den som en våtmark av internationell betydelse under Ramsarkonventionen. Sjön och dess viktiga våtmarker har istället börjat marknadsföras som turistmål för ekoturism.

## Bildgalleri

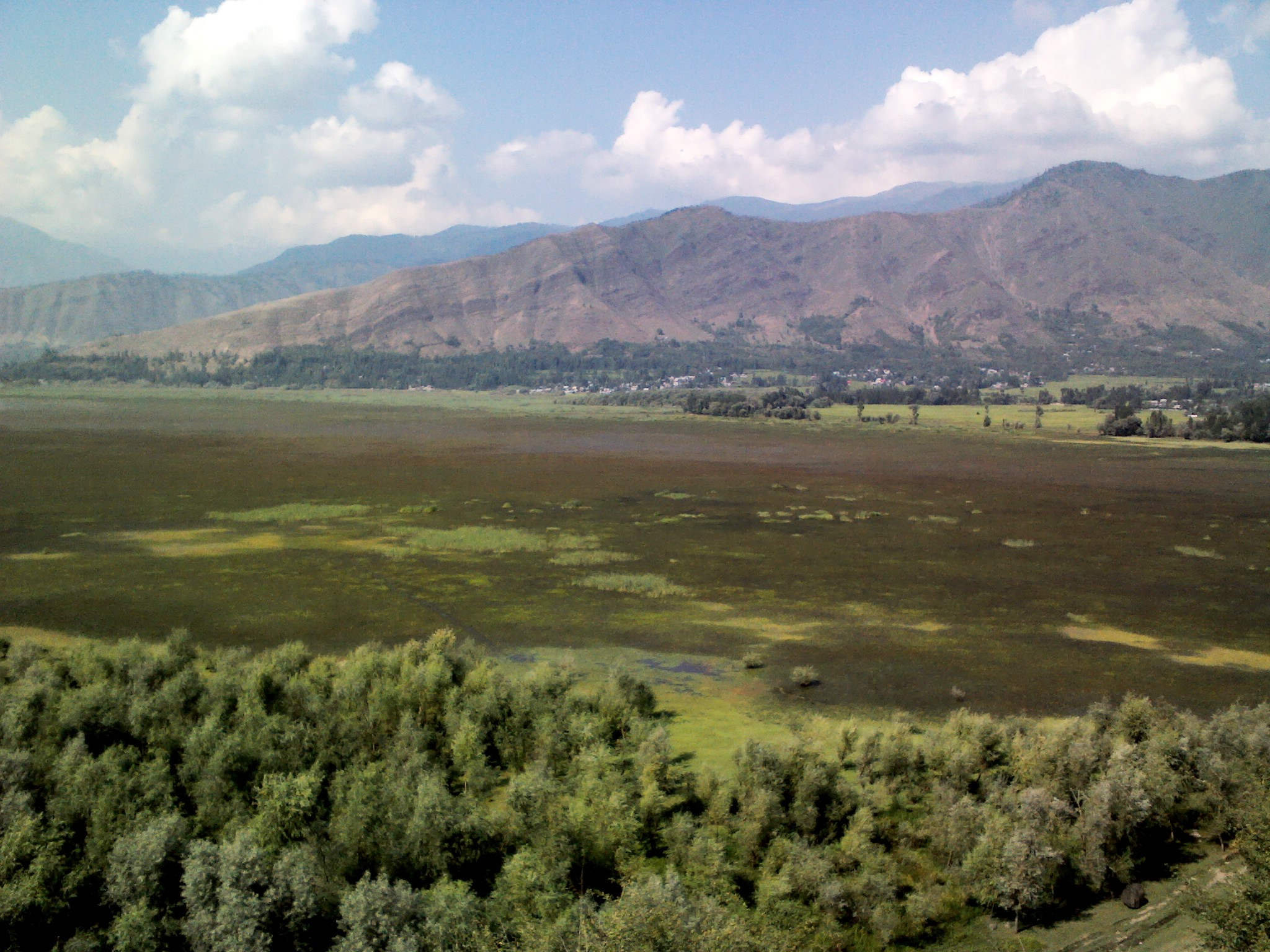
Sjöns yta varierar efter säsong.
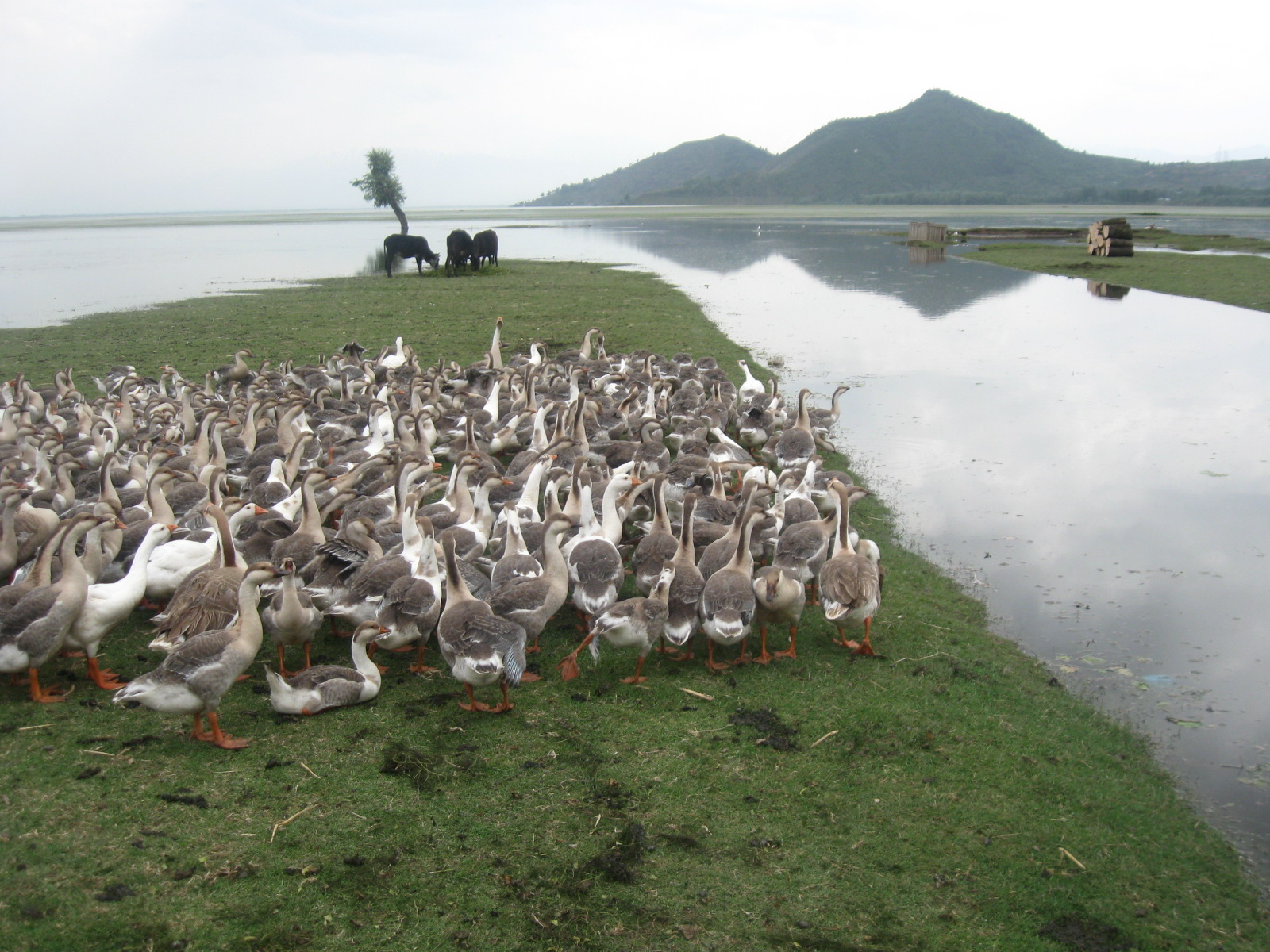
Tamgäss och nötboskap vid sjön.
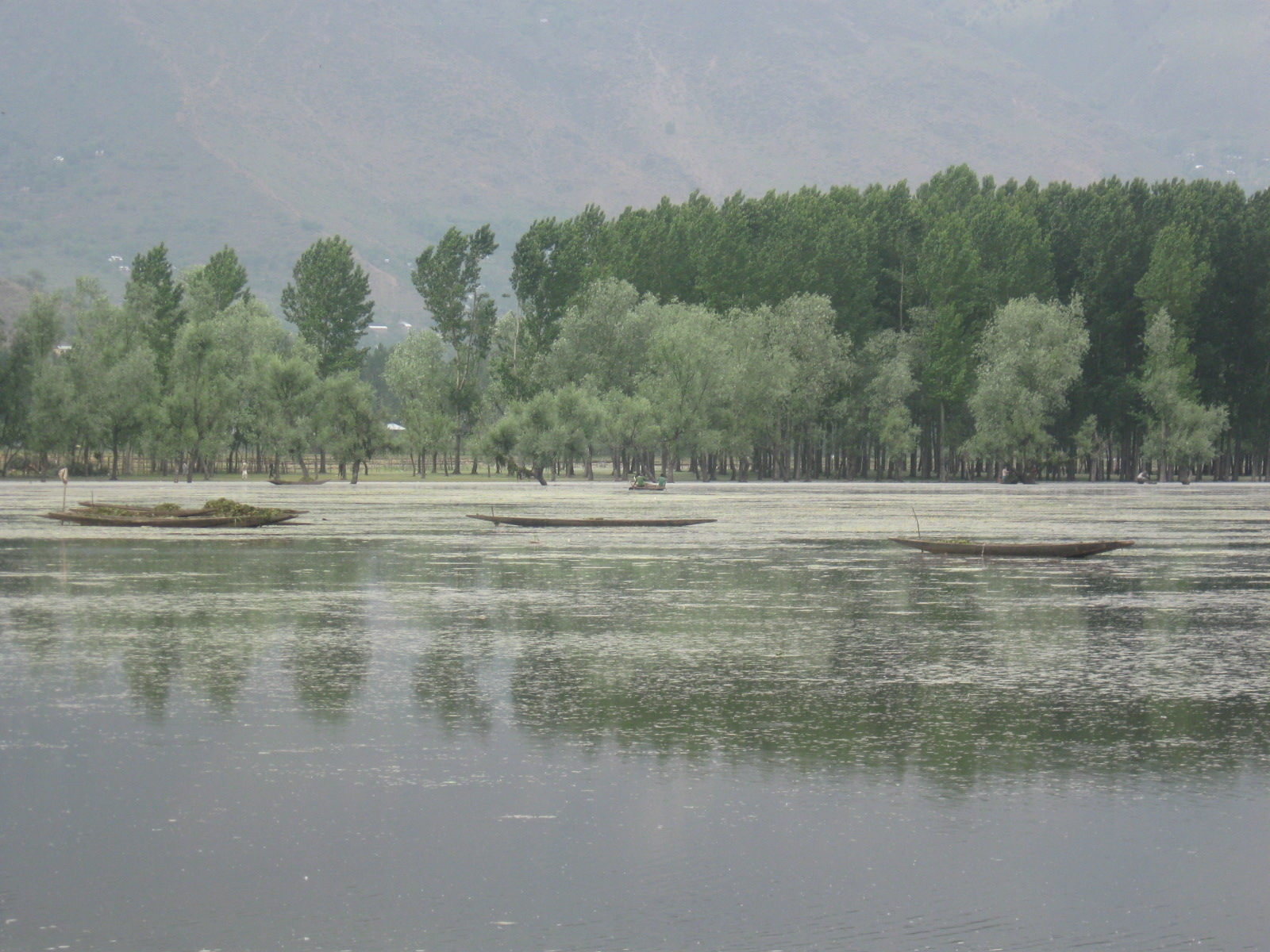
Båtar och planteringar av vide.